# Георг Фридрих фон Хардег
Георг Фридрих фон Хардег-Глац (на немски: Georg Friedrich, Graf von Hardegg-Glatz; * 1568; † 6 септември 1628, Виена) е граф на Хардег-Глац и в Махланде, Долна Австрия.

## Произход
Той е син на граф Хайнрих II фон Хардег († 1577) и съпругата му графиня Анна Мария фон Турн-Валсасина († 1597), дъщеря на граф Франц фон Турн и Валсасина (1509 – 1586) и Анна Лидмила фон Берка з Дубе е Липа († 1558). Внук е на граф Юлиус I фон Хардег († 1557/1559) и графиня Гертруда фон Еберщайн (1512 – 1551).

## Фамилия
Георг Фридрих фон Хардег-Глац се жени на 1 септември 1592 г. в Грац за Сидония фон Херберщайн (* 29 юни 1574; † 26 юли 1608), дъщеря на фрайхер Георг Руперт фон Херберщайн († 1612) и Мария Магдалена фон Ламберг. Те имат двама сина и дъщеря:
- Юлиус III фон Хардег (* 21 март 1594; † 27 април 1684), граф на Хардег-Глац, женен I. на 9 септември 1621 г. се жени за втората му братовчедка графиня Йохана Сузана фон Хардег-Глац-Махланде († сл. 10 декември 1635 или 1639), II. за Мария Барбара Тойфел, фрайин фон Гундерсдорф († сл. 7 юни 1662)
- Максимилиан Филип фон Хардег († 1663), женен 1643 г. за Ева Мария фон Цинцендорф († 1652)
- Мария Магдалена фон Хардег († 1651, Пярну, Естония), омъжена на 27 февруари 1619 г. за генерал-майор граф Франц Бернхард фон Турн (* 26 юли 1595; † 24 октомври 1628, Полша), син на генерал граф Хайнрих Матиас фон Турн (1567 – 1640), губернатор на Пярну, и Магдалена Гал († 1600).